# Памятник паровозу (Подгорица)
 Памятник паровозу «Ловчен» — памятник старинному паровозу, расположенный в городе Подгорица, Черногория.

## Местоположение
Памятник паровозу находится на расстоянии нескольких десятков метров от входа в здание железнодорожного вокзала Подгорицы.

## Описание
Памятное место представляет собой исторический уголок, где установлены старинный паровоз с вагоном и памятный камень. Локомотив «Ловчен», которому более ста лет, является культурно-историческим достоянием Черногории, которому уже более ста лет. В то же время туристический объект находится в запущенном состоянии, ему требуется ремонт и обустройство окружающего пространства.

## История

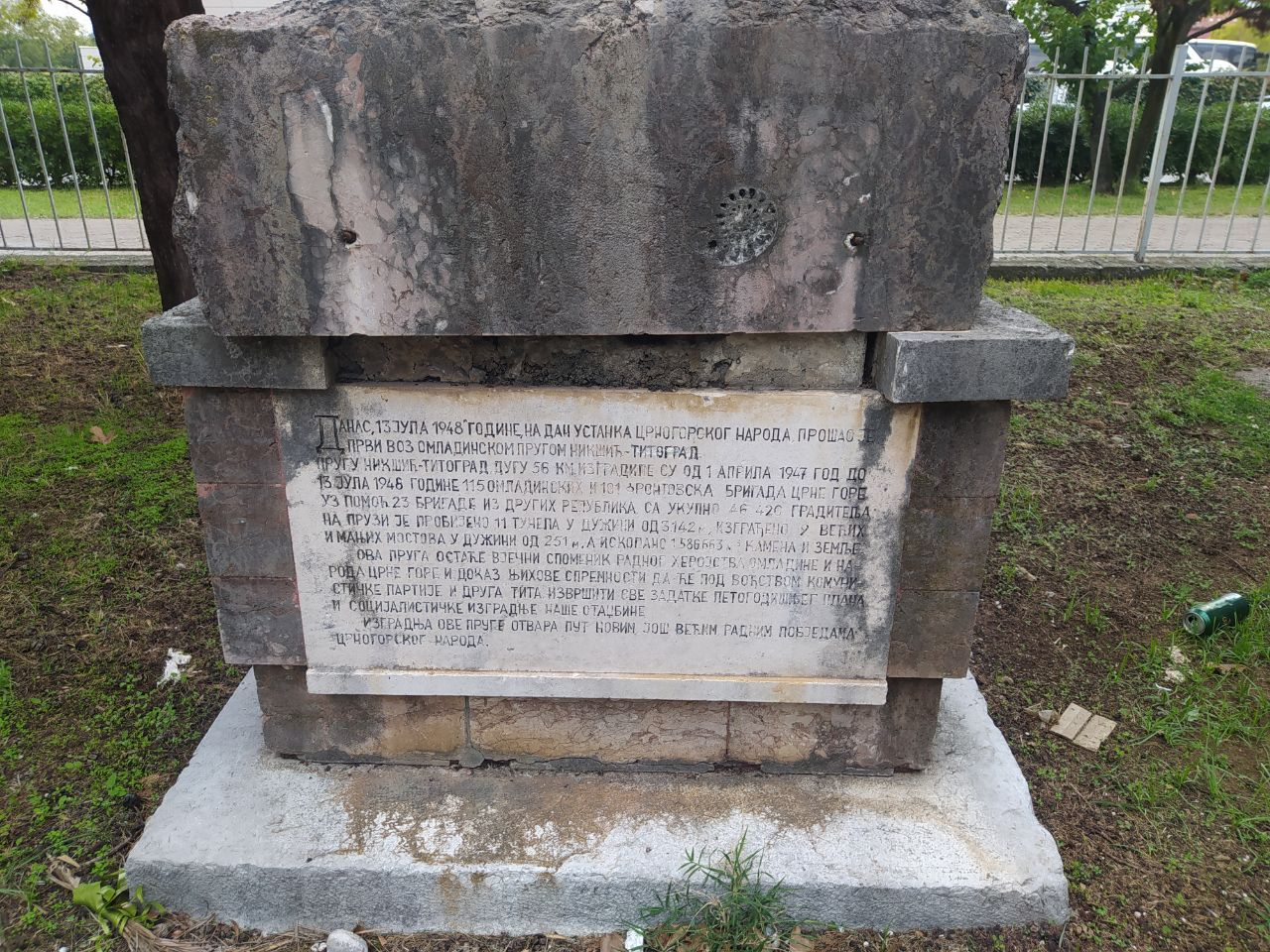
Памятный камень у локомотива «Ловчен»

Как написано на табличке, установленной на паровозе «Ловчен», он был произведен берлинской фирмой Koppel.
В работе локомотив находился в период с 1910 по 1959 годы. За это время по узкоколейной железной дороге он преодолел 420000 километров, перевозя в своих небольших вагонах товары и пассажиров со станции Вирпазар на станцию Бар.
Локомотив этого типа мог перевозить до 46 тонн груза при максимальной скорости 15 км/ч на прямом участке дороги.
Как музейный экспонат под открытым небом паровоз «Ловчен» был установлен в 1965 году, а в 2001 его отремонтировали в сербском городе Зренянин.
За локомотивом «Ловчен» стоит памятный камень по случаю открытия участка железной дороги от Подгорицы до Никшича, введенного в эксплуатацию 13 июля 1948 года.